# Bowringia callicarpa
Bowringia callicarpa là một loài thực vật có hoa trong họ Đậu. Loài này được Champ. ex Benth. mô tả khoa học đầu tiên năm 1852.